# Moat Mountain
Moat Mountain, Intervale, New Hampshire,1862, és una obra d'Albert Bierstadt, pintor paisatgista estatunidenc d'ascendència alemanya, pertanyent a l'Escola del Riu Hudson, i un dels membres de la sub-escola anomenada Rocky Mountains School.
Diversos pintors havien precedit Bierstadt a les White Mountains de Nou Hampshire. A finals de la dècada de 1850, tant Benjamin Champney (1817–1907) com Aaron Draper Shattuck (1832-1928), havien pintat petites i delicades vistes de la muntanya i dels prats de North Conway,a Nou Hampshire, que potser van servir d'inspiració per a Bierstadt. Jasper Francis Cropsey, membre de l'Escola del Riu Hudson, també va representar paisatges de les White Mountains, però sempre emfatitzant la grandesa salvatge de la regió. Tanmateix, l'àrea que envolta la Moat Mountain, situada a unes set milles al nord-oest de Conway (Nou Hampshire), semblava demanar un tractament més plàcid, com el que li va donar Bierstadt.
L'estiu de l'any 1862, Albert Bierstadt, frustrat en els seus intents d'aconseguir permís per viatjar sota protecció a l'Oest dels Estats Units, va romandre unes setmanes a les White Mountains de Nou Hampshire. El 14 d'agost, el Boston Transcript va donar la notícia de que Bierstadt es trobava a North Conway, fent esbossos. Fruit d'aquests esbossos són diverses obres, una de les quals és el present llenç.

## Anàlisi de l'obra
- circa 1862; pintura a l'oli sobre paper muntat sobre llenç; 19 1/8 in. x 26 1/8 in. (48.58 cm x 66.36 cm); Currier Museum of Art, Manchester (Nou Hampshire)

Bierstadt representa una vista d'Intervale -un llogarret de Nou Hampshire- al sud-oest de White Horse i Cathedral ledges, amb la Moat Mountain en la distància. En aquest quadre, els núvols passen amb rapidesa, deixant amples zones de llum solar i d'ombra al sòl de la vall. Les parets escarpades dels cingles es mostren amb detalls nítids. La Moat Mountain sorgeix de la boira, amb el seu perfil suavitzat pels núvols que passen. Les flors silvestres animen el primer pla, i els arbres condueixen l'ull a través de l'ampla vall. Tanmateix, no es tracta d'una zona feréstega: els prats en el segon pla estan travessats per tanques baixes, el que indica la presència benigna i harmoniosa de la civilització enmig d'aquesta escena de magnificència natural.
Es tracta d'una obra petita però molt treballada. Bierstadt situa l'espectador en un punt de vista elevat, des del qual la mirada recorre una gran extensió de prats plans, fins a la serralada del fons. Bierstadt aprofita la situació dels arbres i l'alternança de zones d'ombra i de llum per tal d'articular aquest ample espai. No hi ha cap figura, ni humana ni animal, i malgrat el seu acabat curós, aquesta obra té la immediatesa i la frescor i d'un treball fet al plenairisme, un efecte realçat per les plantes hàbilment col·locades en un aflorament sorrenc en el primer pla.

## Procedència
- Venda de Kende Galleries "Estate of Henry Russel Wray and others"
- Comprat per Victor D. Sparks, 1945,
- Comprat per Doll & Richards, Inc., Boston, MA, 1947.
- Comprat per Currier Gallery of Art 1947,